# Hostal de Dalt (la Vall d'en Bas)
L'Hostal de Dalt és una obra de la Vall d'en Bas (Garrotxa) protegida com a bé cultural d'interès local.

## Descripció
És un edifici civil de notables dimensions orientat al sud i cobert amb teulada a deus vessants. La façana principal guarda certa harmonia en el que un portal, treballat en pedra, té una llinda datada el 1759. A la planta baixa encara hi ha el sostre en forma de volta creuada i que anteriorment conformava els estables. A la banda esquerra de la casa hi ha una pallissa. Com a element anecdòtic trobem unes lletres a la façana principal que diuen "PROPIEDAD DE ISIDRO ANTIC".

## Història
Com les altres cases de Joanetes aquesta construcció data del segle xviii. Anteriorment fou una masia isolada del nucli principal i es convertí en un hostal en temps en què els traginers i els intercanvis entre la Garrotxa i la Plana de Vic foren més nombrosos.